# Linda Stark (Politikerin)

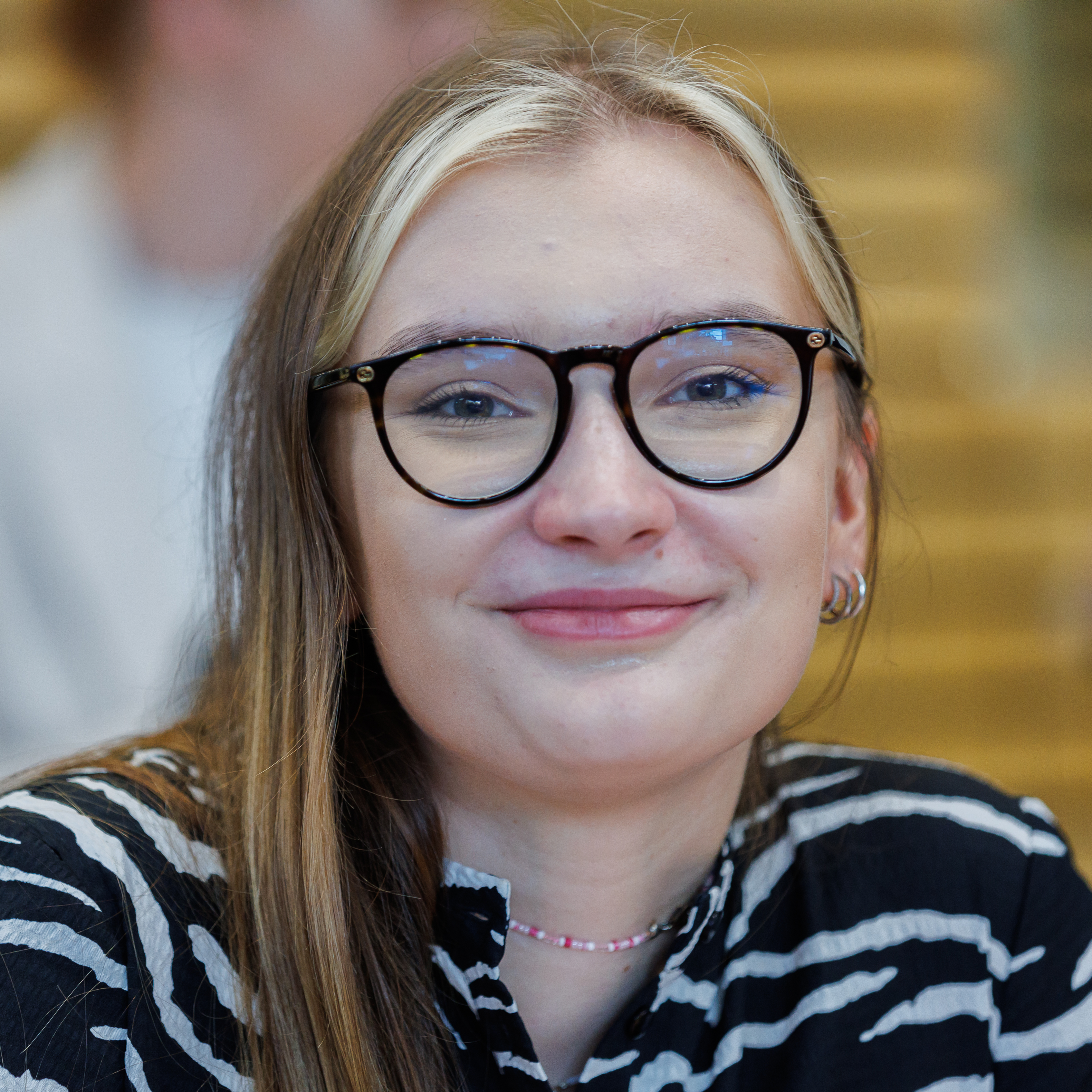
Linda Stark (2024)

Linda Stark (* 2001 in Sonneberg) ist eine deutsche Politikerin (Die Linke).

## Leben
Linda Stark wurde in Sonneberg geboren und studiert aktuell Politikwissenschaft in Jena.

## Politik
Stark ist seit der Kommunalwahl 2024 Mitglied des Kreistages Sonneberg. Zur Landtagswahl in Thüringen 2024 trat sie für Die Linke im Wahlkreis Hildburghausen II – Sonneberg II an und wurde mit 11,1 Prozent Viertplatzierte. Sie zog über Listenplatz 9 auf der Landesliste ihrer Partei in den Thüringer Landtag ein und ist dort in der 8. Wahlperiode die jüngste Abgeordnete. Linda Stark wurde im Wahlkampf für die Landtagswahl in Thüringen 2024 von der überparteilichen Organisation Brand New Bundestag unterstützt.
Linda Stark ist Mitglied im Parteivorstand der Linken in Thüringen.